# Gornjokarlovačka eparhija
Gornjokarlovačka eparhija je eparhija Srpske pravoslavne crkve u Hrvatskoj. Sjedište eparhije je u Karlovcu. Nekadašnje sjedište eparhije bilo je Plaškom, u Lici, pa se eparhija nazivala i Plaščanskom eparhijom. Episkop eparhije je Gerasim Popović.

## Povijest
Gornjokarlovačka eparhija je dobila naziv po gradu Karlovcu, koji je među Srbima nazivan i Gornjim Karlovcem radi boljeg razlikovanja od Srijemskih Karlovaca. Srbi ove prostore naseljavaju već tijekom 15. stoljeća, a naročito tijekom prvih desetljeća 16. stoljeća.[nedostaje izvor] Glavna mjesta naseljavanja su im bili  Bijela krajina, a potom naseljavaju prostore oko Gomirja i Gorski kotar. U vrijeme osmanske uprave srednjom Likom, na ličke i krbavske vrleti dolaze Srbi iz unutrašnjosti Bosne i Hercegovine i susjedne Dalmacije. Mnogi od njih prelaze na habzburšku teritoriju, odnosno na prostore Vojne krajine. Za vrijeme osmanske vlasti, duhovni nadzor nad Srbima na područjima Like, Krbave, Pounja i Zrinopolja vrše Dabrobosanski mitropoliti.
Takvo stanje vladalo je do kraja 17. stoljeća kada su oblasti Banovine, Like i Krbave oslobođene od osmanske vlasti. Oko 1695. godine, na ove prostore dolazi izbjegli dabrobosanski mitropolit Atanasije Ljubojević koji uspijeva da stvori novu eparhiju za područja Karlovačkog generalata, Banovine, Like i Krbave. Područje ove eparhije je u narodu postalo poznato i kao Gornja Krajina.
Nakon smrti vladike Atanasija (1712), na srpskom saboru koji je održan 1713. godine u Srijemskim Karlovcima donesena je odluka da se ova eparhija podijeli na dvije posebne eparhije: Karlovačko-gomirsku na čelu s episkopom Danilom Ljubotinom i Kostajničko-zrinopoljsku na čelu s episkopom Dionisijem Ugarkovićem. Nakon raznih promjena i nekoliko preuređenja eparhijskog područja, ove eparhije su konačno spojene 1771. godine i od tada ponovo čine jedinstvenu Gornjokarlovačku eparhiju.
U vrijeme gornjokarlovačkog episkopa Danila Jakšića počela je izgradnja crkve u Plaškom, hram je završen 23. kolovoza 1763. godine.
Gornjokarlovačka eparhija je teško stradala tijekom Drugog svjetskog rata.

## Organizacija
Danas Gornjokarlovačku eparhiju sačinjavaju pet arhijerejskih namjesništava: Glinsko, Karlovačko, Kostajničko-dvorsko, Ličko i Plaščansko. 

## Vanjske poveznice
- Službene stranice Gornjokarlovačke eparhije